# エイビスレンタカー
エイビスカーレンタル（Avis Car Rental）は米エイビス・バジェット・グループの傘下を持つレンタカー会社。本社はニュージャージー州パーサイパニー＝トロイ・ヒルズ。
エイビスレンタカーは北米・中米ラテン・インド・オーストラリア・ニュージーランド・ヨーロッパに展開されており、日本でもオーバーシーズ・トラベルが運営しており、エイビスレンタカー名義として存在する。
2013年1月にはジップカーを4億9100万米ドルで買収した。
エイビスレンタカーの会社標語は、"We Try Harder."。